# Município de Licking (condado de Licking, Ohio)
O município de Licking (em inglês: Licking Township) é um município localizado no condado de Licking no estado estadounidense de Ohio. No ano de 2010 tinha uma população de 4.632 habitantes e uma densidade populacional de 66,52 pessoas por km².

## Geografia
O município de Licking encontra-se localizado nas coordenadas 39° 58′ 38″ N, 82° 25′ 06″ O. Segundo o Departamento do Censo dos Estados Unidos, o município tem uma superfície total de 69.63 km², da qual 67,49 km² correspondem a terra firme e (3,08 %) 2,14 km² é água.

## Demografia
Segundo o censo de 2010, tinha 4.632 habitantes residindo no município de Licking. A densidade populacional era de 66,52 hab./km². Dos 4.632 habitantes, o município de Licking estava composto pelo 97,41 % brancos, o 0,82 % eram afroamericanos, o 0,41 % eram amerindios, o 0,19 % eram asiáticos, o 0,24 % eram de outras raças e o 0,93 % eram de uma mistura de raças. Do total da população o 0,67 % eram hispanos ou latinos de qualquer raça.